# Choi Mi-Soon
Choi Mi-Soon, född den 30 september 1972, är en sydkoreansk landhockeyspelare.
Hon tog OS-silver i damernas landhockeyturnering i samband med de olympiska landhockeytävlingarna 1996 i Atlanta.